# Birkenau (Odenwald)
Birkenau is een gemeente in de Duitse deelstaat Hessen, en maakt deel uit van de Kreis Bergstraße.
Birkenau telt 9.852 inwoners.

## Plaatsen in de gemeente Birkenau
- Birkenau
- Buchklingen
- Hornbach
- Kallstadt
- Löhrbach
- Nieder-Liebersbach
- Reisen
- Schnorrenbach

Abtsteinach ·
Bensheim ·
Biblis ·
Birkenau ·
Bürstadt ·
Einhausen ·
Fürth ·
Gorxheimertal ·
Grasellenbach ·
Groß-Rohrheim ·
Heppenheim (Bergstraße) · 
Hirschhorn (Neckar) · 
Lampertheim · 
Lautertal (Odenwald) · 
Lindenfels · 
Lorsch ·
Mörlenbach ·
Neckarsteinach ·
Rimbach ·
Viernheim ·
Wald-Michelbach ·
Zwingenberg